# NGC 3163
NGC 3163 est une galaxie lenticulaire située dans la constellation du Petit Lion. NGC 3163 a été découverte l'astronome germano-britannique William Herschel en 1787.

## Caractéristiques
Sa vitesse par rapport au fond diffus cosmologique est de  6 508 ± 29 km/s, ce qui correspond à une distance de Hubble de 96,0 ± 6,7 Mpc (∼313 millions d'al).
À ce jour, six mesures non basées sur le décalage vers le rouge (redshift) donnent une distance de 78,700 ± 20,516 Mpc (∼257 millions d'al), ce qui est à l'intérieur des valeurs de la distance de Hubble. Notons cependant que c'est avec la valeur moyenne des mesures indépendantes, lorsqu'elles existent, que la base de données NASA/IPAC calcule le diamètre d'une galaxie et qu'en conséquence le diamètre de NGC 3163 pourrait être d'environ 41,3 kpc (∼135 000 al) si on utilisait la distance de Hubble pour le calculer. 

## Groupe de NGC 3158

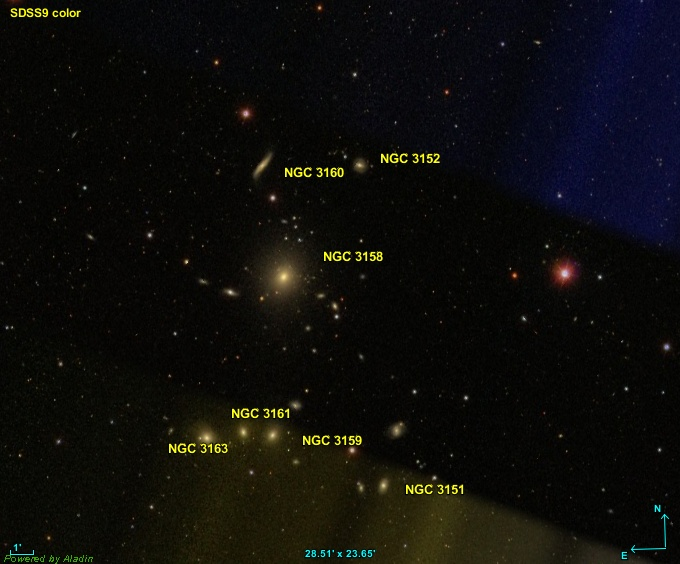
Le groupe de NGC 3158.

La galaxie NGC 3163 fait partie du groupe de NGC 3158. Les autres galaxies de ce groupe sont NGC 3151, NGC 3152, NGC 3159, NGC 3160 et NGC 3161.